# 弗迪格里斯鎮區 (內布拉斯加州霍爾特縣)
弗迪格里斯鎮區（英語：Verdigris Township）是位於美國內布拉斯加州霍爾特縣的一個行政鎮區。

## 地方資料
弗迪格里斯鎮區的面積為139.37平方千米，當中陸地面積為139.34平方千米，而水域面積為0.03平方千米。根據2020年美國人口普查的數據，當地共有人口319人，而人口密度為每平方千米2.29人。